# Инадзума (эсминец, 1932)
«Инадзума» (яп. 電, Молния) — японский эскадренный миноносец типа «Фубуки».

## Строительство
Корпус корабля был заложен 7 марта 1930 года на частной верфи «Фудзинагата» в городе Осака. Эсминец был одним из 4 представителей последней, третьей серии эсминцев «специального типа». Спуск его на воду состоялся 25 февраля 1932 года, а 15 ноября того же года он был передан флоту.

## История службы
После вступления в строй «Инадзума» вместе с однотипными «Акацуки», «Икадзути» и «Хибики» был зачислен в 6-й дивизион 1-й эскадры Первого флота.

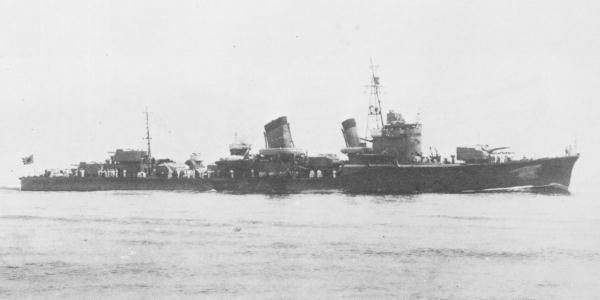
«Инадзума» в 1937 году

В ночь на 29 июня 1934 года в ходе учений в Корейском проливе столкнулся с эсминцем «Миюки», в результате чего тот был разрезан на две части и затонул. «Инадзума» при этом получил повреждения форштевня, винто-рулевой группы и обшивки правого борта, но был взят на буксир крейсером «Нака» и доведён до Сасэбо. Ремонт на верфи в Курэ занял почти 4 месяца, до 20 октября 1934 года.
В 1936 году прошёл реконструкцию с целью улучшения остойчивости и прочности корпуса, при которой был срезан третий ярус надстройки, несколько уменьшена высота мачт и труб, установлены скуловые кили, часть сварных соединений заменена соединениями внахлёст или даже клёпаными. Водоизмещение при этом возросло, а максимальная скорость снизилась до 34 узлов.
В 1937 году в связи с началом войны с Китаем 6-й дивизион патрулировал китайские прибрежные воды в районе Шанхая.
Первой боевой операцией эсминца стал захват Гонконга: 8 декабря 1941 года совместно с крейсером «Исудзу» он потопил британские канонерские лодки «Сикале» и «Робин».
24 декабря «Инадзума» вышел из захваченного порта на Тайвань, оттуда вместе тяжёлым крейсером «Асигара» он направился в Давао, куда прибыл 6 января 1942 года. 20 января он был повреждён при столкновении с судном «Сэндай-Мару», наскоро починен с помощью плавбазы «Акаси» и с 29 января по 17 февраля находился в ремонте в Мако. 21-26 февраля эсминец перешёл вместе с крейсером «Мёко» в Макассар.

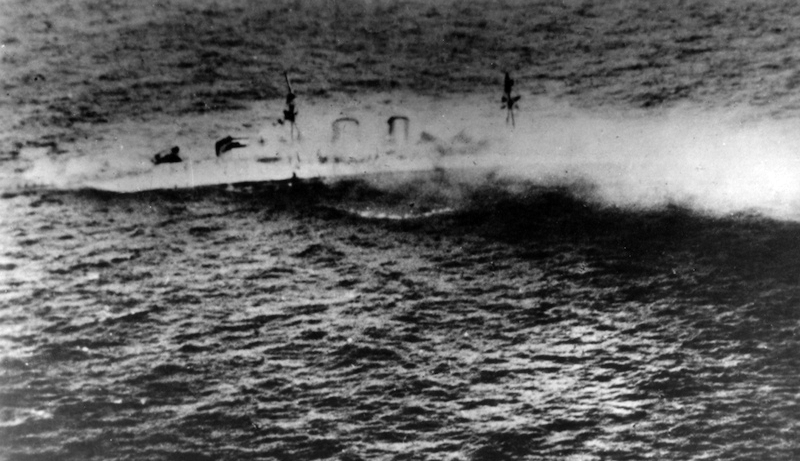
Тонущий после торпедных попаданий крейсер «Эксетер». Яванское море, 1 марта 1942 года.

В ходе второго сражения в Яванском море 1 марта 1942 года «Инадзума» добил двумя торпедами британский тяжёлый крейсер «Эксетер», позже принял на борт 376 членов его экипажа. 3 марта он также забрал 151 выжившего с потопленного американского эсминца «Поуп».
12 марта «Инадзума» перешёл в залив Субик, а 19-26 эскортировал конвой до Курэ. В апреле прошёл техобслуживание в Йокосуке.
22-26 мая эсминец сопроводил тяжёлые крейсера «Такао» и «Мая» из Курэ в Оминато. 3-5 июня участвовал в Операции AL, входя в эскорт соединения адмирала Хосогая. В период c 11 июня по 10 июля занимался патрулированием и проводкой судов в районе западных Алеутских островов, 5 июля им были спасены 36 членов экипажа эсминца «Нэнохи», потопленного американской подводной лодкой. 15-31 июля он прошёл докование в Йокосуке и вернулся к выполнению задач в северной части Тихого океана.
12-15 августа «Инадзума» совершил транспортный рейс из Парамусиру до острова Кыска и оттуда 15-20 числа отбуксировал повреждённый эсминец «Сирануи» на Симусю. 29-31 августа он перешёл из Оминато в Курэ, и сентябрь провёл в учебных походах с авианосцами «Дзюнъё» и «Хиё» во Внутреннем море.
4-9 октября вместе с авианосцами он перешёл из Саэки на Трук. 22-26 числа он же вместе с «Исонами» сопроводил туда повреждённый «Хиё».
В ходе первого боя у Гуадалканала 12-13 ноября «Инадзума» входил в состав соединения адмирала, следуя в кильватере линкора «Кирисима» и участвуя в торпедных пусках по американским кораблям. Предположительно, он добился попадания в крейсер «Портленд», при этом на эсминце оптимистично посчитали, что потопили его.
Во время второго боя 14-15 ноября «Инадзума» входил в состав соединения адмирала Кондо, и вместе с крейсером «Нагара» и ещё рядом кораблей участвовал в ночном сражении с американскими эсминцами, в ходе которого «Бенхэм», «Уолк» и «Престон» были потоплены, а «Гвин» был серьёзно повреждён. Однако результатом этого стала дуэль «Вашингтона» и «Кирисимы», по итогам которой последний был оставлен экипажем и затоплен, а от дальнейшего выполнения миссии по обстрелу аэродрома Хендерсон-Филд японцы отказались. На Трук эсминец вернулся 18 ноября.
20-22 ноября «Инадзума» перешёл в Рабаул, и оттуда четырежды (23-24 ноября, 1, 8 и 11-14 декабря) выходил в транспортные рейсы до Лаэ и Буны, три из которых были прерваны из-за налётов американской авиации. 16-20 декабря вместе с «Тэнрю», «Арасио», «Судзукадзэ» и «Исонами» он эскортировал вспомогательные крейсера «Айкоку-Мару» и «Гококу-Мару», перевозившие два батальона 5-й дивизии Императорской армии в Маданг. 26-27 декабря эсминец перевёз войска на Нью-Джорджию, 2 января 1943 года выполнил рейс до Гуадалканала, сопроводив на обратном пути повреждённый «Судзукадзэ», а 5-7 января вернулся на Трук. Наконец, 7-12 января «Инадзума» вместе с линкором «Муцу», авианосцем «Дзуйкаку», тяжёлым крейсером «Судзуя» и эсминцами «Асасио», «Ариакэ», «Исонами» и «Югурэ» перешёл в Курэ и встал на ремонт в Йокосуке, продлившийся до конца месяца. В ходе него был установлен ещё один спаренный 13,2-мм пулемёт Тип 93 перед мостиком.
5-9 февраля «Инадзума» эскортировал конвой из Йокосуки в Оминато. 26 марта, направляясь в составе соединения адмирала Хосогая из Парамусиру на остров Атту, он участвовал в сражении у Командорских островов, но в силу своего положения (за эскортируемыми транспортами) ни одного выстрела так и не произвёл.
13-16 апреля эсминец сопроводил лёгкий крейсер «Абукума» до Йокосуки и прошёл там докование. 5-11 мая он вместе с лёгким крейсером «Катори» перешёл на Трук, и вплоть до середины декабря занимался эскортированием конвоев до Йокосуки и обратно, совершив за это время 8 походов: 14 мая-4 июня, 7-28 июня, 1-26 июля, 27 июля-17 августа, 21 августа-19 сентября, 26 сентября-6 октября, 1-13 ноября и 20 ноября-10 декабря. В последнего из них 4 декабря им были спасены выжившие с торпедированного транспорта «Хиёси-Мару».
14-19 декабря «Инадзума» доставил войска из Трука на остров Кусаие и вернулся обратно. 21 декабря он принимал участие в оказании помощи торпедированному танкеру «Тэрукава-Мару».
В период с 27 декабря по 2 января 1944 года «Инадзума» вместе с «Хибики» эскортировал авианосцы «Хиё» и «Рюхо» из Трука в Курэ. 12 января-19 февраля с ним же он сопровождал «Кайё» из Курэ на Трук и обратно с заходом в Манилу, Сингапур, Таракан и Палау.
1-12 марта «Инадзума» вместе с «Хибики» эскортировал авианосец «Тиёда» из Йокосуки на Палау с заходом на Сайпан и Гуам. 15-24 марта соединение совершило переход до Баликпапана и обратно, 27 марта-10 апреля перешло в Курэ с заходом в Баликпапан и Давао. Там эсминец стал на ремонт, продлившийся до 30 апреля. В ходе него была демонтирована вторая (X) спаренная 127-мм установка, на её место установили батарею из двух строенных 25-мм автоматов. Помимо них, добавили ещё два строенных и один спаренный автомата, по-видимому, тогда же была установлена и РЛС.
3-9 мая вместе с авианосцем «Тайё» и эсминцами «Хибики» и «Асагао» «Инадзума» эскортировал конвой танкеров Хи-61 из Модзи в Манилу. 11-14 мая вместе с «Хибики» он сопровождал танкеры «Адзуса-Мару», «Нитиэй-Мару» и «Татэкава-Мару» из Манилы в Баликпапан. Почти в самом конце маршрута, в море Сулавеси у Тави-Тави (5°08′ с. ш. 119°38′ в. д.) он был атакован американской подводной лодкой «Боунфиш» и затонул после торпедного попадания в результате взрыва боезапаса. Погиб 161 член экипажа, в том числе командующий 6-м дивизионом капитан 1-го ранга Томура и командир эсминца капитан 3-го ранга Токива, 125 человек спас «Хибики».
10 июня 1944 года «Инадзума» был исключён из списков.

## Командиры
- 1.3.1932 — 1.11.1934 капитан 2 ранга (тюса) Сиро Хирацука (яп. 平塚四郎);
- 1.11.1934 — 15.10.1935 капитан 3 ранга (сёса) Косаку Аруга (яп. 有賀幸作);
- 15.10.1935 — 1.12.1936 капитан 2 ранга (тюса) Сиро Сибуя (яп. 渋谷紫郎);
- 1.12.1936 — 1.12.1937 капитан 3 ранга (сёса) Юсукэ Ямада (яп. 山田勇助);
- 1.12.1937 — 1.11.1938 капитан 2 ранга (тюса) Ёсито Миясака (яп. 宮坂義登);
- 1.11.1938 — 20.2.1939 капитан 3 ранга (сёса) Бундзи Фурукава (яп. 古川文次);
- 20.2.1939 — 15.9.1941 капитан 3 ранга (сёса) Мотой Кацуми (яп. 勝見基);
- 15.9.1941 — 6.11.1942 капитан 3 ранга (сёса) Хадзимэ Такэути (яп. 竹内一);
- 6.11.1942 — 20.11.1943 капитан 3 ранга (сёса) Масамити Тэраути (яп. 寺内正道);
- 20.11.1943 — 14.5.1944 капитан 3 ранга (сёса) Тэйдзо Токива (яп. 常盤貞蔵).